# Samboan
Samboan là một đô thị hạng 5 ở tỉnh Cebu, Philippines. Theo điều tra dân số năm 2007, đô thị này có dân số 18.140 người.

## Các đơn vị dân cư
Samboan is subdivided into 15 barangays.
- Basak
- Bonbon
- Bulangsuran
- Calatagan
- Cambigong
- Camburoy
- Canorong
- Colase
- Dalahikan
- Jumangpas
- Monteverde
- Poblacion
- San Sebastian
- Suba
- Tangbo